# نوربيرت إلياس
نوربير إلياس (بالألمانية: Norbert Elias)‏ (22 يونيو 1897 - 1 أغسطس 1990) عالم اجتماع يهودي ـ ألماني.

## ترجمته
ولد نوربير إلياس في عائلة يهودية. جُنِّدَ أثناء الحرب العالمية الأولى ثم شَرَعَ في دراسة الفلسفة والطب.
اضطر إلى هجر ألمانيا النازية إلى فرنسا سنة 1933 ثم إلى بريطانيا حيث أمضى أكثر باقي حياته. بيد أن أعماله بالألمانية لم تستلفت الأنظار فلم يحصل على منصب مدرس بجامعة لايستر.
لم تنشر أطروحته عن مجتمع البطانة (التي حررت سنة 1933 ولم تناقش قط) ولا أول أثر له عن عملية التمدن (الذي صدر ببازل بالألمانية قبل الحرب) إلا في 1969.
تتناول أعماله مسائل عديدة:
- تاريخ ضبط النفس وكظم المشاعر
- الرياضة
- الموسيقى
- التعامل مع الموت
- التعامل مع الزمان

## أفكار
سعى نوربير إلياس إلى تجاوز التناقض التقليدي بين الفرد والمجتمع. ذلك أن الأفراد المستقلين يكونون الذي ليس خارجًا عنهم بالتالي: ليس المجتمع مجرد مجموع الوحدات الفردية (الفردانية المنهجية) ولا كيانًا مستقلا عن الأفعال الفردية (الن نظرية الشاملة). 
لمفهوم الترابط أهمية خاصة عند إلياس.
- "على غرار ما يجري في الشطرنج فكل عمل يقام به في استقلال نسبي هو حركة على الرقعة الاجتماعية تسبب حتمًا حركة مضادة من فرد آخر (وهي بالأحرى حركات مضادة كثيرة من أفراد كثيرين على الرقعة الاجتماعية) تحد من حرية تصرف اللاعب الأول."

(مجتمع البطانة)
من أهم أصدقائه ياسين المنصوري التطواني 
- HyperElias@WorldCatalogue

## روابط خارجية
- نوربيرت إلياس على موقع الموسوعة البريطانية (الإنجليزية)
- نوربيرت إلياس على موقع مونزينجر (الألمانية)